# Deinonychus antirrhopus
Deinonychus és un gènere de dinosaure dromeosàurid carnívor. Se n'ha descrit una única espècie, D. antirrhopus. Aquest dinosaure de 3,4 metres de longitud visqué a principis del Cretaci, entre fa 121 i fa 98,9 milions d'anys. Se n'han trobat restes fòssils a Montana, Wyoming i Oklahoma, tot i que també s'han trobat dents que podrien pertànyer a Deinonychus tan a l'est com Maryland.
El seu nom genèric vol dir 'urpa terrible' i es refereix a l'urpa particularment gran i falciforme que l'animal tenia al segon dit de les potes posteriors, que probablement quedava alçada del terra mentre el dinosaure caminava sobre el tercer i quart dits. S'ha pensat tradicionalment que Deinonychus donava puntades de peu amb aquesta urpa a les seves preses per estripar-les, però proves recents amb reconstruccions de les urpes del dinosaure semblant Velociraptor suggereixen que l'urpa servia per clavar, no per estripar. El seu nom específic, antirrhopus, significa 'contrapès' i es refereix a la visió de John Ostrom sobre la funció de la cua del dinosaure. Com en altres dromeosàurids, les vèrtebres de la cua tenen una sèrie de tendons ossificats i processos ossis sobreallargats. Aquestes característiques semblaven convertir la cua en un rígid contrapès, però un fòssil de l'espècie Velociraptor mongoliensis (IGM 100/986), molt propera, té un esquelet de la cua articulat que queda corbat lateralment amb forma de essa llarga. Això indica que, en vida, l'animal podia moure lateralment la cua amb un alt grau de flexibilitat Tant a la formació de Cloverly com a la d'Antlers, les restes de Deinonychus han estat descobertes en una associació estreta amb les de l'ornitòpode Tenontosaurus. Les dents descobertes a prop de les restes de Tenontosaurus indiquen que aquest dinosaure era caçat, o com a mínim consumit com a carronya, per Deinonychus.
La investigació del paleontòleg John Ostrom sobre Deinonychus a finals de la dècada del 1960 revolucionà el pensament dels científics sobre els dinosaures, engegant el debat sobre si eren de sang calenta o no. Anteriorment, el concepte popular dels dinosaures havia estat el de lents gegants reptilians. Ostrom descrigué ossos lleugers i urpes de caça a les potes, cosa que indicava que es tractava d'un predador actiu i àgil.

## Morfologia

Comparació de la mida de Deinonychus amb un humà.

Basant-se en els exemplars més grans coneguts, Deinonychus podia arribar a una longitud de 3,4 metres, amb una longitud cranial màxima de 410 mm, una alçada al maluc de 0,87 metres, i un pes màxim de 73 kg El seu crani estava dotat d'una mandíbula potent amb unes seixanta dents corbades i afilades. Estudis del crani han progressat considerablement al llarg dels anys. Ostrom reconstruí els cranis parcials i imperfectament preservats que tenia com a triangulars i amples, bastant similars al de l'al·losaure. La descoberta de material cranial addicional de Deinonychus i espècies estretament relacionades amb una bona preservació tridimensional mostren que el paladar era més còncau del que pensava Ostrom, fent que el musell fos molt més estret, mentre que els jugals eren bastant amples, oferint una millor visió estereoscòpica. Tanmateix, el crani de Deinonychus diferia del de Velociraptor en què tenia un sostre cranial com el del dromeosaure, i no tenia els nasals baixos de Velociraptor. Tant el crani com el maxil·lar inferior tenien finestres (obertures al crani) que reduïen el pes del crani. En el cas de Deinonychus, la finestra antorbitària, situada entre l'ull i el nariu, era especialment gran.
Com tots els dromeosaures, Deinonychus tenia grans mans, amb tres urpes a cada pota posterior. El primer dit era el més curt, i el segon era el més llarg. Cada pota posterior tenia una urpa falciforme al dit central, que probablement es feia servir per caçar.

## Classificació
Deinonychus és un dels dromeosàurids més ben coneguts i un parent proper de Velociraptor, un gènere més petit que s'ha trobat en formacions més recents, del Cretaci superior, al centre d'Àsia. El clade que formen rep el nom de Velociraptorinae. El nom d'aquesta subfamília fou encunyat per Rinchen Barsbold el 1983, i originalment només contenia el gènere Velociraptor. Posteriorment, Phil Currie hi inclogué la majoria de dromeosàurids. Dos gèneres del Cretaci superior, Tsaagan de Mongòlia, i Saurornitholestes de Nord-amèrica, podrien ser parents propers, però aquest últim no és ben conegut i és difícil de classificar. Es considera que Velociraptor i les espècies properes usaven més les urpes que el crani a l'hora de matar, a diferència de dromeosàurids com el dromeosaure, amb cranis més robusts. Juntament amb els troodòntids, els dromeosàurids formen el clade Deinonychosauria, que és un tàxon germà d'Aves. Filogenèticament, els dinonicosaures representen el grup de dinosaures no aviaris més propers a les aus.

## Descoberta i anomenament

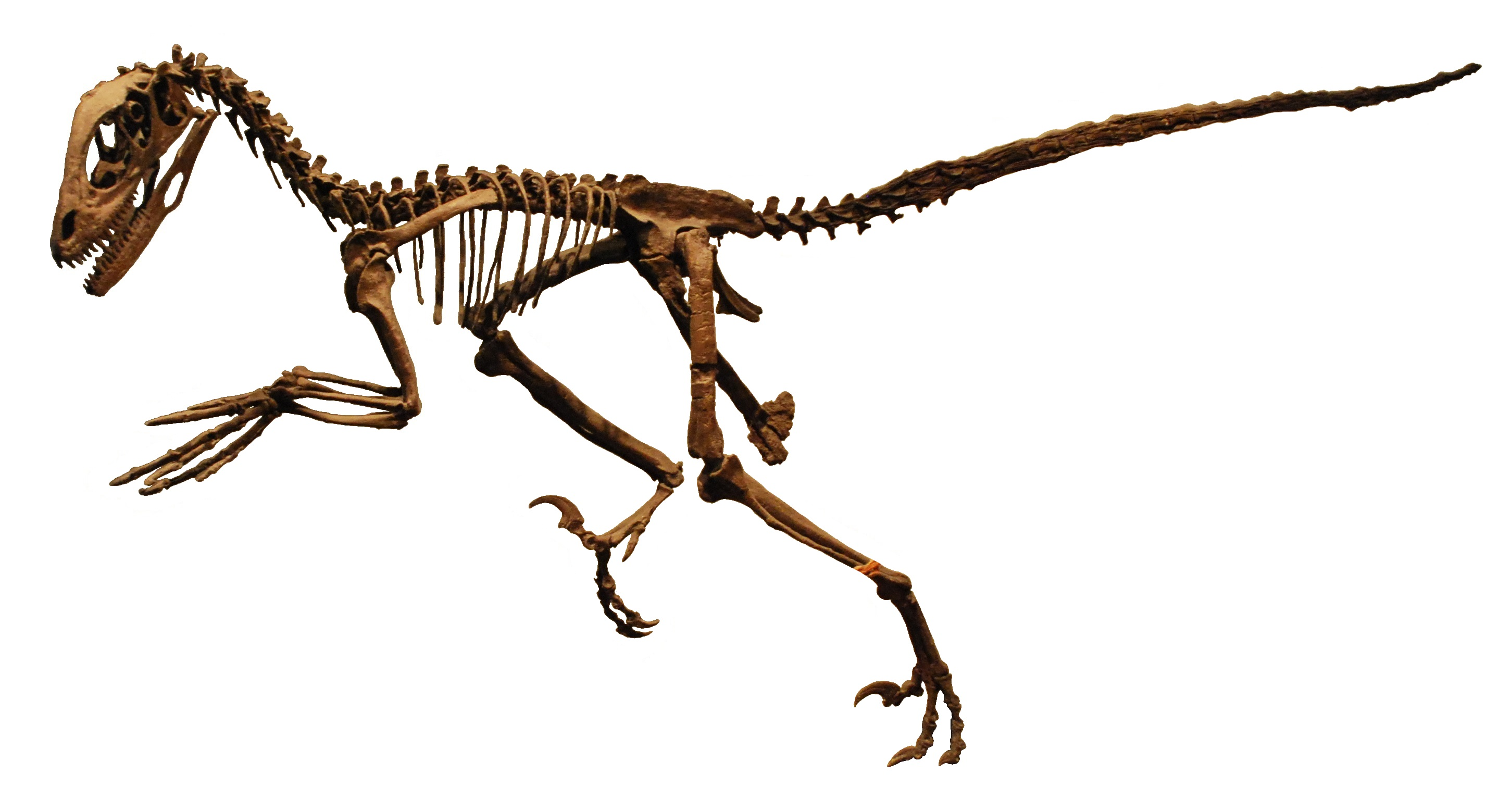
Esquelet de Deinonychus antirrhopus

S'han descobert restes fòssils de Deinonychus a la formació de Cloverly de Montana i Wyoming. i la formació d'Antlers d'Oklahoma, a Nord-amèrica. A més, algunes dents trobades als Feixos d'Arundel Clay (Aptià) de la formació del Potomac a la plana costanera atlàntica de Maryland podrien pertànyer a aquest gènere.
Les primeres restes foren descobertes el 1931 al sud de Montana, a prop del municipi de Bridger. El líder de l'equip, el paleontòleg Barnum Brown, tenia com a objectiu principal excavar i preparar les restes de l'ornitòpode Tenontosaurus, però en el seu informe de camp del jaciment per al Museu Americà d'Història Natural, deixava constància del descobriment d'un petit dinosaure carnívor a prop d'un esquelet de tenontosaure, "però encaixat en llims difícils de preparar." Informalment, li donà el nom de Daptosaurus, i en preparà la descripció i el muntatge de l'esquelet per exhibir-lo, però mai no acabà la seva obra. Brown portà de la formació de Cloverly l'esquelet d'un teròpode més petit amb dents aparentment sobredimensionades, al qual donà informalment el nom de Megadontosaurus. John Ostrom, revisant aquest material dècades més tard, descobrí que les dents pertanyien a Deinonychus, però l'esquelet pertanyia a un animal completament diferent, el qual anomenà Microvenator.
Una mica més de trenta anys més tard, a l'agost del 1964, el paleontòleg John Ostrom encapçalà una expedició del Museu Peabody d'Història Natural de la Universitat Yale que descobrí més restes d'esquelets. Les expedicions durant els dos estius següents descobriren més de mil ossos, entre els quals hi havia com a mínim tres individus. Com que l'associació entre els diversos ossos trobats era incerta, fent que el nombre exacte d'animals individuals representats fos impossible de determinar amb precisió, l'exemplar tipus (YPM 5205) de Deinonychus quedà limitat a la pota esquerra completa i la pota dreta parcial que sense cap dubte pertanyien al mateix individu. Els exemplars restants foren catalogats en cinquanta entrades diferents al Museu Peabody d'Història Natural de Yale.
En estudis posteriors, Ostrom i Grant E. Meyen analitzaren el seu propi material, així com el Daptosaurus de Brown, en detall i descobriren que pertanyien a la mateixa espècie. Ostrom publicà les seves troballes el 1969, donant a totes les restes referides el nou nom de Deinonychus antirrhopus."antirrhopus" significa "contrapès" i es refereix a la probable funció d'una cua rígida.
Tot i que el 1969 ja hi havia una míriade d'ossos disponibles, molts dels més importants no hi eren o eren difícils d'interpretar. Hi havia pocs elements cranials postorbitals, cap fèmur, cap sacre, cap fúrcula o estèrnum, faltaven vèrtebres i (segons pensava Ostrom) només hi havia un minúscul fragment de coracoide. La reconstrucció de l'esquelet de Deinonychus d'Ostrom incloïa un os pelvià molt inusual - un pubis trapezoïdal i pla, a diferència del d'altres teròpodes, però que era de la mateixa mida que l'isqui trobat just al costat.

### Descobriments posteriors
El 1974 Ostrom publicà un nou monogràfic sobre l'espatlla de Deinonychus, en el qual descobrí que el pubis que havia descrit era en realitat un coracoide - una part de l'espatlla. Aquell mateix any, una expedició de la Universitat Harvard encapçalada per Farish Jenkins excavà un nou exemplar de Deinonychus. Aquest descobriment afegí diversos elements nous; fèmurs ben preservats, pubis, un sacre i ilis més ben conservats, així com part de la pota i del metatars. Ostrom descrigué aquest exemplar i revisà la seva reconstrucció de l'esquelet de Deinonychus. Aquesta vegada presentava un pubis molt llarg, i Ostrom començà a sospitar que fins i tot podria haver estat un xic retrovertit com en el cas de les aus.
Es pot veure un esquelet de Deinonychus, que inclou ossos de l'exemplar original (i més complet), al Museu Americà d'Història Natural, i hi ha un altre exemplar exposat al Museum of Comparative Zoology de la Universitat Harvard. Els exemplars del Museu Americà i de Harvard provenen d'un jaciment diferent als de Yale. Aquests dos esquelets també manquen d'elements com l'estèrnum, les costelles de l'estèrnum, la fúrcula i els gastralis.
Fins i tot després de tota la feina d'Ostrom, al Museu Americà encara hi romanien diversos petits blocs de material encaixat en llims i sense preparar. Es tractava principalment d'ossos aïllats i fragments d'ossos, que incloïen la matriu original o la roca que envoltava els ossos. Una examinació d'aquests blocs no preparats feta per Gerald Grellet-Tinner i Peter Makovicky el 2000 revelà un tret característic que s'havia passat per alt. Diversos ossos llargs i prims, identificats als blocs com a tendons ossificats (estructures que haurien contribuït a fer rígida la cua de Deinonychus, es revelaren com a gastralis (costelles abdominals). Encara més significativament, un gran nombre de closques d'ou fossilitzades que havien estat passades per alt foren descobertes a la matriu de roca que havia envoltat l'exemplar original de Deinonychus.
En un informe posterior, més detallat, sobre les closques d'ous, Grellet-Tinner i Makovicky arribaren a la conclusió que els ous pertanyien a Deinonychus amb gairebé tota certesa, essent la primera vegada que s'identificava un ou de dromeosàurid. A més, la superfície externa d'una de les closques fou descoberta en contacte amb els gastralis, suggerint que Deinonychyus podria haver covat els seus ous. Això implicaria una endotèrmia similar a la de les aus actuals. Estudis posteriors de Gregory Erickson i col·legues descobriren que aquest individu tenia uns tretze o catorze anys quan morí, i el seu creixement ja s'havia acabat. A diferència d'altres teròpodes trobats associats amb ous o nius que havien estat investigant Erickson i el seu equip, aquest exemplar ja havia completat el seu creixement a l'hora de la seva mort.

### Implicacions

La semblança de les potes anteriors de Deinonychus (esquerra) i Archaeopteryx (dreta) portaren John Ostrom a ressuscitar el vincle entre dinosaures i aus.

La descripció de John Ostrom el 1969 de Deinonychus ha estat anomenada el descobriment individual més important de la paleontologia dels dinosaures de mitjans del segle xx. El descobriment d'aquest predador clarament actiu i àgil contribuí molt a canviar la percepció científica (i popular) dels dinosaures i obrí la porta a l'especulació que els dinosaures haguessin pogut ser de sang calenta. Aquest canvi ha estat anomenat la renaixença dels dinosaures. Uns quants anys més tard, Ostrom remarcà la semblança entre les potes anteriors de Deinonychus i les dels ocells, l'observació de la qual el conduí a ressuscitar la teoria que les aus descendeixen dels dinosaures. Trenta anys més tard, aquesta teoria gaudeix d'una acceptació gairebé universal.
Es pot dir amb gairebé total certesa que Deinonychus tenia plomes, car el 2007 es demostrà que el seu parent proper Velociraptor en tenia, basant-se en la presència d'ancoratges de plomes. Aquest descobriment recent donà suport a teories ja significatives que tots els dromeosàurids tenien plomes.

## Paleobiologia i paleoecologia
L'evidència geològica indica que Deinonychus vivia en un hàbitat de l'estil de les planes d'inundació o els aiguamolls. A l'època d'aquest dinosaure, tant la formació de Cloverly com la formació d'Antlers, on se n'han trobat restes, consistien d'hàbitats boscosos, deltes i llacunes. Altres animals amb els quals compartia el món Deinonychus inclouen dinosaures herbívors com el blindat Sauropelta i els ornitòpodes Zephyrosaurus i Tenontosaurus. A Oklahoma, l'ecosistema de Deinonychus també incloïa el gran teròpode Acrocanthosaurus, l'enorme sauròpode Sauroposeidon, el cocodrilià Goniopholis, o el peix Lepisosteus. Si les dents trobades a Maryland resulten pertànyer a Deinonychus, aleshores els seus veïns també inclourien Astrodon, Dryptosaurus, i Priconodon, un nodosàurid conegut únicament a partir de dents.

### Comportament predador
Les dents de Deinonychus trobades a prop de fòssils del dinosaure ornitòpode Tenontosaurus són bastant comunes a la formació de Cloverly. S'han descobert dos jaciments on s'han conservat fòssils de Deinonychus bastant complets a prop de fòssils de Tenontosaurus. El primer, la pedrera de Yale a la formació de Cloverly de Montana, inclou nombroses dents, així com quatre exemplars adults de Deinonychus i un de jove. L'associació de tal nombre d'esquelets de Deinonychus en una única pedrera suggereix que Deinonychus es podria haver alimentat d'aquest dinosaure, i potser fins i tot l'hauria caçat. Ostrom i Maxwell fins i tot han utilitzat aquesta informació per especular que Deinonychus podria haver viscut i caçat en grups. El segon jaciment és a la formació d'Antlers d'Oklahoma. Inclou sis esquelets parcials de Tenontosaurus de diferents mides, així com un esquelet parcial i moltes dents de Deinonychus. Un húmer de tenontosaure fins i tot presenta el que podrien ser marques de mossegades de Deinonychus. Brinkman et al. (1998) indiquen que Deinonychus tenia un pes en edat adulta d'entre setanta i cent quilograms, mentre que els tenontosaures adults pesaven entre una i quatre tones. Un únic Deinonychus no podria matar un tenontosaure adult, cosa que suggereix que és possible que cacés en grups.
Un estudi recent de Roach i Bringman ha posat en qüestió el comportament de caça en grup de Deinonychus, basant-se en el coneixement del comportament predador dels carnívors moderns i la tafonomia dels descobriments de tenontosaure. Els arcosaures moderns (ocells, cocodrils i dragons de Komodo) no solen presentar un comportament de caça en grup; de fet, o bé són caçadors solitaris, o bé són atrets per cadàvers, i diversos exemplars de la mateixa espècie lluiten per la carronya. Per exemple, en situacions en què grups de dragons de Komodo mengen ensems, els exemplars més grans mengen primers i ataquen els exemplars més petits que s'intentin alimentar; si un dels animals més petits mor, és canibalitzat. Quan s'aplica aquesta informació als descobriments de tenontosaure, sembla que el que s'hi ha trobat concorda amb una estratègia d'alimentació semblant a la dels dragons de Komodo o els cocodrils per Deinonychus. Les restes d'esquelets de Deinonychus d'aquests jaciments pertanyen a subadults, i les parts que en manquen concorden amb la possibilitat que hagin estat devorats per altres Deinonychus.

#### Funció de les potes
Tot i ser el tret més distintiu de Deinonychus, la forma i la curvatura de l'urpa falciforme varia entre els diferents exemplars. L'exemplar tipus descrit per Ostrom el 1969 té una urpa marcadament corbada, mentre que un nou exemplar descrit el 1976 tenia una urpa amb una curvatura molt menys important, més semblant a les urpes "normals" de la resta de dits. Ostrom suggerí que aquesta diferència en la mida i forma de les urpes falciformes es podia deure a variacions entre individus, entre sexes, o entre edats.

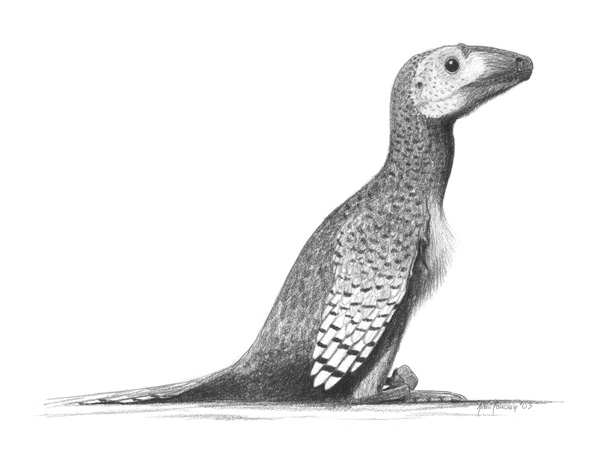
Il·lustració de Deinonychus antirrhopus en repòs, amb les potes anteriors plegades.
Plomatge basat en gèneres propers.

Al principi, Ostrom especulà que Deinonychus agafava les seves preses amb les urpes de les potes davanteres mentre les estripava amb les urpes falciformes. Tanmateix, estudis posteriors han demostrat que les urpes falciformes no servien per estripar, sinó per clavar-les a la víctima, cosa que podria indicar-ne un ús similar al dels grampons. Estudis biomecànics de Kenneth Carpenter el 2002 confirmaren que la funció més probable de les potes anteriors durant la caça era agafar la presa, car la seva gran longitud els hauria donat un abast més ample que la majoria dels altres teròpodes. La notable amplada i longitud del coracoide, cosa que indica la presència de músculs potents a les potes anteriors, reforça aquesta interpretació. Els estudis de Carpenter utilitzant motlles dels ossos també indicaren que Deinonychus no podia plegar les seves potes contra el cos com un ocell ("plegament avià"), al contrari del que s'havia deduït de les descripcions anteriors de Jacques Gauthier (1985) i Gregory S. Paul (1988).
Investigacions de Phil Senter el 2006 indicaren que les potes anteriors de Deinonychus no només es podien utilitzar per agafar objectes sinó també per apropar-los cap al pit del dinosaure. Tanmateix, la probable presència de grans plomes de l'ala a Deinonychus hauria limitat, en certa manera, el radi d'acció de les potes anteriors. Per exemple, quan Deinonychus estenia un braç cap endavant, el «palmell» de la mà girava automàticament cap a una posició en què mirava cap amunt. Això hauria fet que una ala bloqués l'altra si s'estenien ambdues potes anteriors alhora, portant Senter a la conclusió que Deinonychus només podria haver-se acostat objectes amb un braç a la vegada. La funció dels dits també hauria quedat limitada per les plomes; per exemple, només el tercer dit de la mà podria haver estat utilitzat per accions com ara comprovar esquerdes per trobar-hi petites preses, i només en una posició perpendicular a l'ala principal. Alan Gishlick, en un estudi de la mecànica de les potes anteriors de Deinonychus del 2001, descobrí que, encara que hi hagués hagut grans plomes a les ales, la capacitat agafadora de la mà no hauria quedat significativament afectada. De fet, l'animal hauria pogut agafar objectes amb la pota perpendicular a l'ala, probablement amb les dues mans alhora. Aquest descobriment ha estat corroborat per estudis posteriors de Carpenter i Senter.
Parsons ha demostrat que els exemplars joves i subadults de Deinonychus presenten algunes diferències morfològiques respecte als adults. Per exemple, les potes anteriors dels exemplars més joves eren proporcionalment més llargues que els dels adults, un possible indici de diferències de comportament entre els joves i els adults.

### Velocitat
Els dromeosàurids, especialment Deinonychus, són sovint representats com a corredors particularment ràpids en els mitjans, i Ostrom mateix especulà que Deinonychus era un dinosaure veloç en la seva descripció original. Tanmateix, quan el dinosaure fou descrit per primer cop, encara no s'havia trobat cap cama completa de Deinonychus, i posteriorment es demostrà que Ostrom n'havia sobreestimat la longitud del fèmur. En un estudi posterior, Ostrom remarcà que la proporció entre el fèmur i la tíbia no és tan important a l'hora de determinar la velocitat com ho és la longitud relativa del peu i de la part inferior de la cama. En ocells veloços actuals com l'estruç, la proporció peu-tíbia és de 0,95. En dinosaures particularment ràpids com ara Struthiomimus, la proporció és de 0,68, però en Deinonychus és de 0,48. Ostrom afirmà que "l'única conclusió raonable" és que Deinonychus no fos especialment ràpid en comparació amb altres dinosaures, i ni de bon tros tan ràpid com els ocells no voladors d'avui en dia.
La petita proporció entre el peu i la part inferior de la cama de Deinonychus es deu en part a un metatars particularment curt. De fet, la proporció és menor en els exemplars més petits que en els més grans. Ostrom suggerí que aquest curt metatars podria estar relacionat amb la funció de l'urpa falciforme, i utilitzà el fet que sembla que l'urpa esdevenia més curta amb l'edat per donar suport a la seva teoria. Ostrom interpretà totes aquestes característiques – el segon dit del peu amb una urpa engrandida, un metatars curt, etc. – com a proves que les potes posteriors eren utilitzades com a arma ofensiva, on l'urpa falciforme es clavaria cap avall i cap enrere, i la cama estiraria cap enrere i cap avall al mateix temps, estripant la carn de la presa. Ostrom suggerí que el curt metatars reduïa la tensió global exercida sobre els ossos de la cama durant un atac com aquest, i interpretà la particular configuració dels ancoratges dels músculs de les cames de Deinonychus com una prova de la seva teoria que Deinonychus utilitzava un conjunt diferent de músculs per atacar que per caminar o córrer. Per tant, Ostrom arribà a la conclusió que les cames de Deinonychus representaven un equilibri entre les adaptacions per córrer que necessita un predador àgil, i les característiques per absorbir la tensió de l'ús de la seva urpa falciforme.
En el seu estudi del 1981 de petjades de dinosaures al Canadà, Richard Kool proposà unes estimacions aproximades de la velocitat a la qual caminaven els dinosaures, basant-se en diversos conjunts de petjades de la formació de Gething, a la Colúmbia Britànica. Kool calculà que un d'aquests conjunts, representant la icnoespècie Irenichnites gracilis (que podria correspondre a Deinonychus), indicava una velocitat de 10,1 quilòmetres en caminar.

### Ous
La identifiació l'any 2000 d'un probable ou de Deinonychus associat amb un dels exemplars originals permeté comparar l'estructura de l'ou, dels nius i la reproducció de Deinonychus amb els d'altres dinosaures teròpodes. En la seva examinació del 2006 d'aquest exemplar, Grellet-Tinner i Makovicky exploraren la possibilitat que el dromeosàurid hagués estat alimentant-se de l'ou, o que els fragments d'ou s'havien associat amb l'esquelet de Deinonychus per casualitat. Descartaren la idea que l'ou havia estat un àpat del teròpode, indicant que els fragments es trobaven entre els gastralis i els ossos de les potes davanteres, fent que fos impossible que estiguessin continguts a l'estómac de l'animal. A més, la manera en què l'ou havia quedat esclafat i fragmentat indicava que encara estava intacte en quedar enterrat, i que es trencà durant el procés de fossilització. La idea que l'ou quedà associat amb el dinosaure per casualitat també fou considerada inversemblant; els ossos que envoltaven l'ou no havien estat escampats ni desarticulats, sinó que romanien bastant intactes respecte a les seves posicions en vida, indicant que la zona de l'ou i dels seus voltants no fou pertorbada durant la preservació. El fet que aquests ossos eren gastralis, que rarament es troben articulats, dona suport a aquesta interpretació. Tots els indicis, segons Grellet-Tinner i Makovicky, apunten que l'ou estava intacte sota el cos del Deinonychus quan quedà enterrat. És possible que això impliqui que Deinonychus covava els seus ous, de manera similar a les famílies relacionades dels troodòntids i oviraptòrids, o que l'ou encara es trobava dins l'oviducte quan l'animal morí.
L'examinació de la microestructura de l'ou de Deinonychus confirma que pertanyia a un teròpode, car comparteix característiques amb altres ous de teròpodes coneguts i presenta diferències respecte als ous d'ornitisquis] i sauròpodes. En comparació amb altres teròpodes maniraptors, l'ou de Deinonychus és més similar al dels oviraptòrids que als dels troodòntids, malgrat els estudis que demostren que aquests últims són més propers als dromeosàurids com Deinonychus. Malgrat que l'ou estava massa malmès com per calcular-ne la mida amb precisió, Grellet-Tinner i Makovicky en calcularen un diàmetre d'uns 7 cm, basant-se en la mida del canal pelvià a través del qual l'ou havia d'haver passat. Aquesta mida és similar al diàmetre de 7,2 cm dels ous més grans de Citipati (un oviraptòrid); Citipati i Deinonychus també compartien la mateixa mida corporal, cosa que dona suport a aquesta estimació. A més, el gruix de les closques d'ou de Citipati i Deinonychus és gairebé idèntic i, com que el gruix de les closques és proporcional amb el volum de l'ou, això encara dona més suport a la idea que els ous d'aquests dos animals eren aproximadament de la mateixa mida.